# Неаккордовые звуки

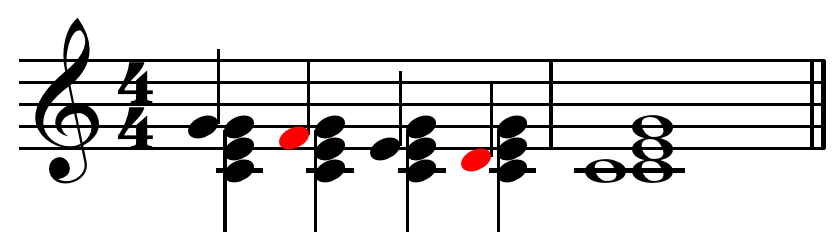
Пример неаккордовых звуков (отмечены красным).

Неаккордовые звуки, неаккордовые тоны (англ. nonchord tones, nonharmonic tones, нем. akkordfremde Töne, фр. notes étrangères), в учении о гармонии — звуки, не входящие в состав аккорда и линеарно зависимые от его тонов. Неаккордовые звуки орнаментируют, мелодически «обвивают» выдерживаемый или подразумеваемый аккорд.

## Типология неаккордовых звуков
В классическом учении о гармонии (ориентированном на барочную и классико-романтическую тональность XVII — начала XX веков) различают неаккордовые звуки на тяжёлых и лёгких метрических долях. На тяжёлых долях употребляется задержание (приготовленное, неприготовленное и брошенное). Случай приготовленного или неприготовленного задержания, при котором задержанный тон не залиговывается, а вводится (в случае приготовленной апподжиатуры — повторяется) на сильной доле (отдельным ударом), именуется апподжиатурой.
На слабых долях выделяют
- проходящие тоны (двойные, тройные, многозвучные, диатонические, хроматические);
- вспомогательные тоны (двойные, тройные, многозвучные, скачковые). Покинутый скачком (брошенный) вспомогательный тон называется камбиатой[2];
- предъём (опережающее разрешение линейного неустоя в аккордовый звук последующего аккорда).

## Неаккордовые звуки в терцовых аккордах
Начиная с эпохи барокко, особенно же в рамках расширенной тональности у романтиков, неаккордовые звуки использовались как заменные или дополнительные побочные тоны (терцовых) аккордов, придавая гармонии диссонирующую «пряность». В соответствии с (исторически обусловленной) эстетикой гармонии степень диссонирования аккордов с заменными тонами менялась от мягкой (у композиторов барокко и романтиков) к резкой (у композиторов-«тоналистов» XX века). Некоторые такие созвучия использовались композиторами систематически, стали приметой их стиля и получили именные названия. Например, секста-апподжиатура в составе доминансептаккорда часто называется «шопеновским аккордом», повышенная кварта (вместо аккордовой квинты) в составе субдоминантового септаккорда (в миноре) — «рахманиновской гармонией» (или «рахманиновской субдоминантой») и т. п. Ю. Н. Холопов полагает, что от подобных явлений (внедрения неаккордовых звуков в терцовую структуру) «открывается путь к линеарной гармонии XX века».

## Исторический очерк
Мелодические рисунки со вспомогательными и проходящими тонами существовали в музыке задолго до того, как возникли аккорды классической тональности — в музыке монодического и гетерофонного склада, в старомодальной гармонии западноевропейского Средневековья и Возрождения. Начиная с эпохи барокко неаккордовые звуки служили материалом для вариационного «обыгрывания» аккордов — технико-композиционного приёма, известного как фигурация.
Поскольку за неимением аккорда в отношении таких феноменов невозможно говорить о «неаккордовых» тонах, Холопов в своём универсальном учении о гармонии называет их «линейными неустоями». Древнейшее описание линейных неустоев содержится в гармонике так называемого Анонима Беллермана, написанной в первые века н. э. В эпоху генерал-баса неаккордовые звуки назывались «тра́нзитами». Первое обширное исследование неаккордовых звуков (под названием «побочных тонов») на русском языке дал Г. Л. Катуар (1925). В России неаккордовые тоны называли также «негармоническими нотами».